# Aino Pervik
Aino Pervik po mężu Raud (ur. 22 kwietnia 1932 w Rakvere, zm. 12 sierpnia 2025) – estońska pisarka dla dzieci i tłumaczka.
Była uważana za najodważniejszą pisarkę dziecięcą we współczesnej Estonii, ponieważ „podejmowała trudne tematy imigracji, konfliktów kulturowych, korupcji i utraty tożsamości kulturowej”.

## Życiorys
Pervik rozpoczęła naukę w fabrykach Järvakandi w 1939, kontynuowała ją w latach 1946–1950 w Tallinie, a w 1955 r. ukończyła studia na Uniwersytecie w Tartu, uzyskując dyplom z filologii ugrofińskiej. Aino Pervik mieszkała w Tallinie od 1955. Pracowała w Państwowym Wydawnictwie Estońskim jako redaktorka literatury dziecięcej i młodzieżowej oraz w studiu Eesti Televisioon (ETV) jako redaktorka programów dla tej samej grupy wiekowej. Od 1967 była niezależną pisarką i tłumaczką z języka węgierskiego.
Od 1961 należała do Związku Dziennikarzy Estońskich (Ajakirjanike Liit), a od 1974 do Związku Pisarzy Estońskich (Eesti Kirjanike Liit).
Aino Pervik od 1961 była żoną pisarza Eno Rauda, który zmarł w 1996. Ich dziećmi byli: naukowiec i autor Rein Raud, muzyk i pisarz Mihkel Raud oraz pisarka i ilustratorka dziecięca Piret Raud.

## Utwory (wybór)

### Powieści
- „Kaetud lauad" (1979)
- „Kiikujad väravakaartel" (1989)
- „Üks hele valge tuvi" (1995)

### Poezja
- „Umimetsades" (1977)
- „Kiljub ning kumiseb" (1982)
- „Kellavalaja" (1985)
- „Puusseastuja" (1991)

### Książki dla dzieci
- „Kersti sõber Miina" (1961)
- „Väikesed vigurijutud" (1972)
- „Umbluu" (1980, 2008)
- „Arabella, mereröövli tütar" (1982, 2000, 2008)
- „Sookoll ja sisalik" (1986, 2004)
- „Keeruline lugu"
- „Kunksmoor" (1973)
- „Kunksmoor ja kapten Trumm" (1975)
- „Kunksmoor" (oraz „Kunksmoor ja kapten Trumm") (1986, 2001, 2005, 2011, 2014)
- „Kallis härra Q" (1992, 2004)
- „Kollane autopõrnikas sõidab ringi" (1999, 2008)
- „Maailm Karvase ja Sulelisega" (2000)
- Seria „Paula elu" (2001–2008)
- „Draakonid võõrsil" (2002)
- „Mammutilaps ajab tuult taga" (2002)
- „Paula päästab Kassiopeiat" (2003)
- „Dixi ja Xixi" (2005)
- Seria „Tirilinna lood" (2009–2011)
- „Presidendilood" (2008)
- „Ühes väikeses veidras linnas" (2009)
- „Kollasel autopõrnikal läheb hästi" (2009)
- „Kaarist on kasu" (1972, drugie wyd. 2010)
- „Kirjatähtede keerukas elu" (2012)
- „Klabautermanni mure" (2012)
- „Rändav kassiemme" (2012)
- „Väike valge pilvelammas, kes läks läbi vikerkaare" (2013)
- „Jänes keedab suppi" (2013)
- „Roosaliisa prillid" (2014)
- „Sinivant läheb lasteaeda" (2014)
- „Härra Tee ja Proua Kohv" (2014)
- „Jääpurikas, murelik piim ja teised tüübid" (2015)
- „Tähenärija ja Kriksadull" (2015)
- „Hädaoru kuningas" (2016)
- „NummiPealt ja mujalt" (2018)

## Nagrody i odznaczenia
- 2006–2012, 2018 kandydatka do Nagrody Literackiej im. Astrid Lindgren
- 2018 Dobra Książka dla Dzieci
- 2017 Krajowa Nagroda Kulturalna za Całokształt Twórczości
- 2016 Doroczna Nagroda Literatury Dziecięcej Fundacji Kultury Estonii („Hädaoru kuningas“)[8][9]
- 2015 Nagroda Jānisa Baltvilksa, Łotwa („Presidendilood”)[10]
- 2014 nominowana do Nagrody im. Hansa Christiana Andersena
- 2014 nagroda Dobra Książka dla Dzieci („Sinivant läheb lasteaeda”)
- 2014 Nagroda „Järje Hoidja” Centralnej Biblioteki w Tallinie („Härra Tee ja Proua Kohvi”)
- 2012 Doroczna Nagroda Fundacji Kulturalnej Estonii
- 2012 Dobra Książka dla Dzieci
- 2010 Nagroda „Aasta Rosin” Estońskiego Centrum Literatury Dziecięcej
- 2008 Nagroda „Järje Hoidja” Biblioteki Centralnej w Tallinie (Paula idzie zobaczyć wiosnę)
- 2006 Nagroda im. J. Oro w dziedzinie literatury dziecięcej
- 2004 Konkurs Nukits, III miejsce (cykl „Paula”: Paula kończy przedszkole, Paula przeprowadza się do miasta, Paula pierwszy dzień w szkole, Paula i Józef, Boże Narodzenie Pauli)
- 2004 Lista honorowa IBBY (Paula uczy się języka ojczystego)
- 2001 Order Gwiazdy Białej Estonii V klasy[11]
- 2001 Doroczna Nagroda Literatury Dziecięcej Fundacji Kultury Estonii (seria „Życie Pauli”)
- 2000 Zwycięska książka w ankiecie „Setki stulecia” („Kunksmoor”, „Kunksmoor ja kapten Trumm”)
- 1993 Doroczna Nagroda Estońskiego Związku Pisarzy
- 1988 ZSRR Konkurs na książkę dla dzieci, 2. miejsce („Kunksmoor”, „Kunksmoor ja kapten Trumm”)
- 1976 Doroczna Nagroda Literacka im. Juhana Smuula („Kunksmoor ja kapten Trumm”)

Źródło

## Adaptacje filmowe
- „Kunksmoor" (film animowany), 1977, reż. Heino Pars
- „Kunksmoor ja kapten Trumm" (film animowany), 1978, reż. Heino Pars
- „Arabella, mereröövli tütar" (film fabularny), 1982, reż. Peeter Simm
- „Kallis härra Q" (film fabularny), 1998, reż. Rao Heidmets